# Chamaesphecia stelidiformis
Chamaesphecia stelidiformis is een vlinder uit de familie van de wespvlinders (Sesiidae). De wetenschappelijke naam van de soort is voor het eerst geldig gepubliceerd in 1836 door  Freyer.